# Fernbachkolben

Zeichnung eines Fernbachkolbens

Der Fernbachkolben ist ein Glasgefäß mit einem sich nach oben stark verjüngenden Hals.
Es wurde nach dem französischen Mikrobiologen Auguste Fernbach  benannt und wird verwendet bei mikrobiellen Fermentationen, bei denen eine große Oberfläche des flüssigen Substrats erforderlich ist. Er entspricht von der Form etwa einer abgedeckten Petrischale.